# Mark Fiennes
Mark Twisleton-Wykeham-Fiennes (* 11. November 1933 in Dalton, Northumberland; † 30. Dezember 2004 in Clare) war ein britischer Fotograf.

## Leben und Werk
Fiennes, Sohn des Industriellen Maurice Fiennes und dessen erster Ehefrau Sylvia Finlay, hatte seinen Schwerpunkt im Bereich der Architektur- und Landschaftsfotografie. 1985 wurde er beauftragt, die Ausstellung Treasure Houses of Britain in der National Gallery of Art in Washington D.C. fotografisch zu dokumentieren. Danach dokumentierte er die Restaurierung des Windsor Castle für die Royal Collections.
Von den Verlagen HarperCollins, Random House, Thames & Hudson und der Yale University Press (z. B. The American Country House, 2004)  war er mit Buchillustrationen beauftragt. Zwischen 1983 und 1995 fotografierte er u. a. für die Zeitschrift Country Life.
Aus seiner Ehe mit Jennifer Lash gingen die Schauspieler Ralph und Joseph, die Filmemacherinnen Martha und Sophie und der Komponist Magnus Fiennes hervor. Außerdem hatte er einen Pflegesohn, den Archäologen Michael Emery. 1996 heiratete Fiennes in zweiter Ehe die Künstlerin Caroline Evans.